# Georgij Romanov
Georgij Romanov, ryska: Георгий Романов, född 15 december 1999, är en rysk professionell ishockeymålvakt som är kontrakterad till San Jose Sharks i National Hockey League (NHL) och spelar för San Jose Barracuda i American Hockey League (AHL) alternativt Wichita Thunder i ECHL.
Han har tidigare spelat för Avtomobilist Jekaterinburg i Kontinental Hockey League (KHL); Gornjak Utjaly/UGMK i Vyssjaja chokkejnaja liga (VHL) samt Avto Jekaterinburg och Omskie Jastreby i Molodjozjnaja chokkejnaja liga (MHL).
Romanov blev aldrig NHL-draftad.